# Rory Wilson
Rory Wilson (Girvan, Escocia, 5 de enero de 2006) es un futbolista escocés que juega como delantero en el Aston Villa F. C. de la Premier League.

## Trayectoria
Nacido en Girvan, se unió a la academia del equipo escocés Rangers F. C. a la edad de ocho años. Progresó bien en la academia, anotó 49 goles en la temporada 2021-2022 y fue llamado al equipo 'B' a la edad de quince años. Hizo una aparición para el equipo B en la temporada 2021-22, en una derrota por 2-0 ante el East Stirlingshire.
En junio de 2022 se informó que el Aston Villa F. C. estaba interesado en ficharlo. Como estaba contratado en el Rangers hasta diciembre de 2022, el club de Ibrox exigió una tarifa por el traspaso. Sin embargo, el Aston Villa afirmó que, como Wilson no había firmado un contrato profesional con los Rangers y solo estaba contratado en condiciones de aficionado, era libre de firmar con ellos por una tarifa de compensación de entrenamiento baja.
Había firmado un contrato de aficionado con los Rangers en diciembre de 2019; un contrato continuo de tres años que habría caído bajo la jurisdicción de la Asociación Escocesa de Fútbol si hubiera decidido mudarse a otro club escocés. Sin embargo, dado que la mudanza al Aston Villa se clasificó como una transferencia internacional, las reglas del organismo rector internacional FIFA reemplazan a las de las asociaciones nacionales de fútbol. Como las valoraciones de los dos clubes para Wilson diferían, la FIFA habría decidido la tarifa de transferencia.
Después de que se reanudaron las negociaciones entre los dos clubes, se acordó un acuerdo por un valor mínimo de 350,000 libras esterlinas y Wilson se unió a Aston Villa en julio de 2022.
El 6 de enero de 2023, el día de su cumpleaños número 17, firmó su primer contrato profesional con el Aston Villa. Desde que se unió al Aston Villa, su forma de marcar goles ha continuado. Para la Academia del Aston Villa anotó tripletas contra Liverpool y Brentford en la Copa de la Premier League sub-17 y la Copa FA Juvenil respectivamente.

## Selección nacional
Ha representado a Escocia a nivel internacional juvenil. En septiembre de 2022 declaró que estaba "conmocionado" después de ser llamado a la selección sub-21 de Escocia.
Debutó contra Gales con la selección sub-17 en 2021 y desde entonces ha representado a Escocia sub-17 en numerosos partidos amistosos, clasificatorios para el Campeonato de Europa y partidos finales del Campeonato de Europa. Ha marcado más goles que apariciones con la sub-17 y desde entonces ha hecho 2 apariciones con la sub-21.

## Estadísticas

### Clubes
Actualizado al último partido disputado el 17 de mayo de 2023.
| Club                         | Div.          | Temporada     | Liga  | Liga  | Liga   | Copas nacionales | Copas nacionales | Copas nacionales | Copas internacionales | Copas internacionales | Copas internacionales | Total | Total | Total  |
| Club                         | Div.          | Temporada     | Part. | Goles | Asist. | Part.            | Goles            | Asist.           | Part.                 | Goles                 | Asist.                | Part. | Goles | Asist. |
| ---------------------------- | ------------- | ------------- | ----- | ----- | ------ | ---------------- | ---------------- | ---------------- | --------------------- | --------------------- | --------------------- | ----- | ----- | ------ |
| Aston Villa F. C. Inglaterra | 1.ª           | 2023-24       | 0     | 0     | 0      | 0                | 0                | 0                | —                     | —                     | —                     | 0     | 0     | 0      |
| Aston Villa F. C. Inglaterra | Total club    | Total club    | 0     | 0     | 0      | 0                | 0                | 0                | 0                     | 0                     | 0                     | 0     | 0     | 0      |
| Total carrera                | Total carrera | Total carrera | 0     | 0     | 0      | 0                | 0                | 0                | 0                     | 0                     | 0                     | 0     | 0     | 0      |